# کوچمار
کوچمار (به بلغاری: Kochmar) یک منطقهٔ مسکونی در بلغارستان است که در شهرستان ترول واقع شده‌است.